# Vild strejk
En vild strejk eller spontan strejk eller olovlig strejk är den vanligaste formen av strejk, som skiljer sig från övriga strejker genom att den strider mot vid tillfället gällande regelverk kring fackliga stridsåtgärder.

## Definition
Det finns olika varianter av vilda strejker, men sammanfattningsvis kan en gemensam definition vara att de på ett eller flera vis avviker från rådande regler för hur arbetsnedläggelser ska gå till. En variant är en strejk som organiseras av arbetare på golvet utan fackorganisationens godkännande. En annan är en strejk som inte varslas i enlighet med fackliga regler. Ytterligare en variant är en varslad strejk som medvetet sker i strid med fredsplikt av gällande kollektivavtal. Under perioden 1976-1989 var lokala spontana strejker en integrerad del i löneförhandlingarna.

## Juridisk definition
Beroende på hur lagar, regler och traditioner för tillfället ser ut på den plats där den spontana - eller "vilda" - arbetsnedläggelsen sker, så kan den ur juridisk synpunkt vara olovlig vid en viss tidpunkt eller i ett visst land, men vid en annan tidpunkt eller i ett annat land vara en helt normal företeelse. Huvudsakligen är det dock främst i diktaturer som en strejk alls betecknas som olaglig.
Endast i särskilt kvalificerade fall är "vild" strejk saklig grund för uppsägning. Men arbetsgivare kan dock alltid ändå välja att köpa ut anställda mot deras vilja (enligt 39 §), oavsett skäl.

## Historik (Sverige)
Med införandet av 1864 års näringsfrihetslag blev det ur juridisk synpunkt tillåtet att fritt strejka i Sverige. Sedan dess har genom lagar och avtal tillkommit olika slags inskränkningar i denna frihet, bland annat Åkarpslagen 1898, Decemberkompromissen 1906 samt slutligen Lagen om kollektivavtal (KAL) och Lagen om arbetsdomstol 1928. Det var därmed först med KALs införande och dess upphöjande av kollektivavtalet till lag som det blev möjligt att definiera vissa strejker som "olovliga" i juridisk mening. Totalt 365 000 arbetare demonstrerade i protest mot 1928 års lagstiftning, som sågs som ett svek.
Sedan dess har ytterligare inskränkningar i stridsrätten gjorts. Till följd av 1960- och 70-talens uppmärksammade spontana strejker ersattes sedan 1928 års kollektivavtalslag 1976 med Medbestämmandelagen - förkortat MBL - som bland annat även förbjuder fackföreningar att ekonomiskt eller i övrigt stödja strejker som inte beslutats "i behörig ordning". 2019 infördes ändringar i MBL som innebar den historiskt mest omfattande begränsningen av strejkrätten sedan 1928 års lagar infördes, och stridsåtgärder är numer endast tillåtna om de syftar till att tvinga arbetsgivare att teckna kollektivavtal.